# Revelstoke, Kanada
Revelstoke är en stad i British Columbia i Kanada, vid Columbiafloden. Staden är främst känd för vattenkraftverket med samma namn, som är i drift sedan 1983, och för Mount Revelstoke nationalpark strax utanför staden. Vid Revelstoke ligger också skidsystemet Revelstoke  Mountain Resort.
Den ligger vid sjöarna  Lower Arrow Lake och Upper Arrow Lake.